# Leptochilus avidus
Leptochilus avidus är en stekelart som beskrevs av Giordani Soika 1986. Leptochilus avidus ingår i släktet Leptochilus och familjen Eumenidae. Utöver nominatformen finns också underarten L. a. agadirensis.